# Bartier Cardi
Bartier Cardi è un singolo della rapper statunitense Cardi B, pubblicato il 22 dicembre 2017 come secondo estratto dal primo album in studio Invasion of Privacy.

## Pubblicazione
Cardi B ha dapprima anticipato l'uscita del brano, confermandola poi per il 20 dicembre 2017.
Il 29 ottobre 2018, durante un episodio del suo radio show per Beats 1, Queen Radio, la rapper trinidadiana Nicki Minaj ha rivelato che la collega le aveva chiesto di partecipare a Bartier Cardi, ma aveva rifiutato perché avevano già registrato un'altra canzone insieme, MotorSport.

## Descrizione
Il brano, che conta la partecipazione del rapper britannico 21 Savage, vede Cardi B rappare una serie di triplette di ritmi su una base trap minimale e accordi synth. Le tematiche del testo includono diamanti, macchine sportive e sesso. 21 Savage rappa un tema simile da una prospettiva maschile. XXL ha paragonato il flow della rapper a quello dei Migos.

## Promozione
Una piccola parte del brano è stata inclusa nell'esibizione di Finesse con Bruno Mars ai Grammy Awards 2018. Ha anche fatto parte di un medley della rapper agli iHeartRadio Music Awards 2018 e l'8 aprile successivo in uno con Bodak Yellow al Saturday Night Live, dove ha rivelato la sua gravidanza.

## Accoglienza
Sheldon Pearce per Pitchfork ha lodato la naturalezza nel rap della rapper, ritenendo il singolo «ancora più audace» del precedente Bodak Yellow. Jon Caramanica per il New York Times ha descritto la canzone come «sinistra e piena di rap veloce con una strofa ringhiosa di 21 Savage». Anche Jose Martinez per Complex l'ha elogiata mentre Sidney Madden della National Public Radio l'ha definita «perfetta per i club». Boston Burks, scrivendo per Spin, ha criticato la presenza di 21 Savage.

## Video musicale
Il video, diretto da Petra Collins, è stato reso disponibile il 2 aprile 2018. In esso Cardi si esibisce su un palco ricoperto d'argento indossando una pelliccia rossa, lingerie di raso e diamanti. Le immagini ricordano l'era d'oro di Hollywood, come notato da uno scrittore di Vogue. Nel video è presente una cameo da parte di Offset.

## Tracce
Testi e musiche di Belcalis Almanzar, Samuel Gloade, Darryl McCorkell, Shayaa Abraham-Joseph e Jacquez Lowe.
1. Bartier Cardi (feat. 21 Savage) – 3:44

## Formazione
Hanno partecipato alle registrazioni, secondo le note di copertina di Invasion of Privacy:
Musicisti
- Cardi B – voce
- 21 Savage – voce aggiuntiva

Produzione
- 30 Roc – produzione
- Cheeze Beatz – produzione
- Evan Laray – ingegneria del suono, missaggio
- Colin Leonard – mastering

## Successo commerciale
Bartier Cardi ha esordito alla 14ª posizione della Billboard Hot 100 nella pubblicazione del 3 gennaio 2018, accumulando nel corso della settimana 45 000 copie digitali vendute e 21,1 milioni di riproduzioni in streaming. Ha fatto così il suo ingresso al 10º posto nella classifica digitale e all'11º nella Streaming Songs. Nel Regno Unito, invece, ha fatto il proprio ingresso al 54º posto della Official Singles Chart nella pubblicazione dell'11 gennaio 2018 grazie a 6 312 unità distribuite nel corso della sua prima settimana d'uscita. La settimana successiva ha incrementato le proprie vendite a 9 039, tanto da raggiungere un picco di 40.

## Classifiche

### Classifiche settimanali
| Classifica (2018) | Posizione massima |
| ----------------- | ----------------- |
| Australia         | 77                |
| Belgio (Fiandre)  | 62                |
| Belgio (Vallonia) | 69                |
| Canada            | 18                |
| Francia           | 191               |
| Grecia            | 9                 |
| Irlanda           | 51                |
| Lettonia          | 31                |
| Paesi Bassi       | 76                |
| Portogallo        | 52                |
| Regno Unito       | 40                |
| Repubblica Ceca   | 63                |
| Slovacchia        | 56                |
| Stati Uniti       | 14                |
| Svezia            | 58                |
| Svizzera          | 79                |
| Ungheria          | 35                |

### Classifiche di fine anno
| Classifica (2018) | Posizione |
| ----------------- | --------- |
| Canada            | 79        |
| Stati Uniti       | 61        |